# Esgrima nos Jogos Olímpicos de Verão de 2024
As competições de esgrima nos Jogos Olímpicos de Verão de 2024 em Paris aconteceram entre 27 de julho a 4 de agosto no Grand Palais. Um total de 212 esgrimistas, com distribuição igualitária entre homens e mulheres, competiram em doze eventos de medalhas. Pela segunda edição consecutiva, tanto a esgrima masculina quanto a feminina tiveram os eventos individuais e por equipes disputados nas três armas (florete, espada e sabre).

## Qualificação
Um total de 212 vagas, com distribuição igualitária entre homens e mulheres, estavam disponíveis para Paris 2024, semelhante ao tamanho da lista de Tóquio 2020. Os Comitês Olímpicos Nacionais (CON) qualificados poderiam inscrever no máximo dezoito esgrimistas (nove por gênero), cada um composto por um trio, seja masculino ou feminino, em todos os eventos de equipe baseados em armas (florete, espada e sabre), além de eventuais reservas (um por cada equipe).
Cerca de dois terços da cota total foram atribuídos aos melhores esgrimistas do mundo com base nos pontos acumulados no ranking oficial da Federação Internacional de Esgrima (FIE) entre 3 de abril de 2023 e 1º de abril de 2024, com outras vagas individuais disponíveis em cada um dos quatro torneios continentais de qualificação (África, Ásia e Oceania, Europa e Américas).
Os eventos por equipe ofereceram de oito a nove vagas para todos os CONs inscritos competindo em cada arma. Cada equipe deve ser composta por três esgrimistas. As quatro melhores equipes em cada arma se classificaram diretamente para os Jogos, com o próximo conjunto de vagas atribuído ao CON mais bem classificado de cada uma das zonas continentais (África, Ásia e Oceania, Europa e Américas) entre o quinta e o décima sexta posições. Se uma zona não apresentasse nenhuma equipe dentro do ranking específico (do quinto ao décimo sexto lugar), a equipe melhor classificada e elegível para qualificação garantiria uma vaga, independentemente do continente.
A nação anfitriã, França, reservou seis vagas para serem distribuídas entre equipes e eventos individuais. Duas outras vagas foram atribuídas aos CONs elegíveis interessados em ter seus esgrimistas competindo sob as regras de universalidade.

## Calendário
As competições de esgrima se iniciaram em 27 de julho com o sabre individual masculino e o florete individual feminino e se encerraram em 4 de agosto de 2024 com a disputa do florete por equipes para os homens.
| Q | Eliminatórias e quartas de final | F | Semifinais e disputa final de medalhas |

| DataEvento          | Sáb 27 jul | Sáb 27 jul | Dom 28 jul | Dom 28 jul | Seg 29 jul | Seg 29 jul | Ter 30 jul | Ter 30 jul | Qua 31 jul | Qua 31 jul | Qui 1 ago | Qui 1 ago | Sex 2 ago | Sex 2 ago | Sáb 3 ago | Sáb 3 ago | Dom 4 ago | Dom 4 ago |
| DataEvento          | M          | T          | M          | T          | M          | T          | M          | T          | M          | T          | M         | T         | M         | T         | M         | T         | M         | T         |
| ------------------- | ---------- | ---------- | ---------- | ---------- | ---------- | ---------- | ---------- | ---------- | ---------- | ---------- | --------- | --------- | --------- | --------- | --------- | --------- | --------- | --------- |
| Masculino           |            |            |            |            |            |            |            |            |            |            |           |           |           |           |           |           |           |           |
| Espada individual   |            |            | Q          | F          |            |            |            |            |            |            |           |           |           |           |           |           |           |           |
| Espada por equipes  |            |            |            |            |            |            |            |            |            |            |           |           | Q         | F         |           |           |           |           |
| Florete individual  |            |            |            |            | Q          | F          |            |            |            |            |           |           |           |           |           |           |           |           |
| Florete por equipes |            |            |            |            |            |            |            |            |            |            |           |           |           |           |           |           | Q         | F         |
| Sabre individual    | Q          | F          |            |            |            |            |            |            |            |            |           |           |           |           |           |           |           |           |
| Sabre por equipes   |            |            |            |            |            |            |            |            | Q          | F          |           |           |           |           |           |           |           |           |
| Feminino            |            |            |            |            |            |            |            |            |            |            |           |           |           |           |           |           |           |           |
| Espada individual   | Q          | F          |            |            |            |            |            |            |            |            |           |           |           |           |           |           |           |           |
| Espada por equipes  |            |            |            |            |            |            | Q          | F          |            |            |           |           |           |           |           |           |           |           |
| Florete individual  |            |            | Q          | F          |            |            |            |            |            |            |           |           |           |           |           |           |           |           |
| Florete por equipes |            |            |            |            |            |            |            |            |            |            | Q         | F         |           |           |           |           |           |           |
| Sabre individual    |            |            |            |            | Q          | F          |            |            |            |            |           |           |           |           |           |           |           |           |
| Sabre por equipes   |            |            |            |            |            |            |            |            |            |            |           |           |           |           | Q         | F         |           |           |

## Nações participantes
Ao todo, 53 CONs enviaram seus esgrimistas qualificados. Entre parênteses encontra-se representada a quantidade de competidores.
- RSA África do Sul (1)
- GER Alemanha (2)
- ALG Argélia (5)
- ARG Argentina (1)
- AZE Azerbaijão (1)
- BEL Bélgica (1)
- BRA Brasil (3)
- BUL Bulgária (1)
- CPV Cabo Verde (1)
- CAN Canadá (14)
- KAZ Cazaquistão (5)
- CZE Chéquia (5)
- CHI Chile (1)
- CHN China (15)
- CYP Chipre (1)
- COL Colômbia (1)
- KOR Coreia do Sul (14)
- CIV Costa do Marfim (2)
- EGY Egito (21)
- ESP Espanha (2)
- USA Estados Unidos (20)
- EST Estônia (1)
- PHI Filipinas (1)
- FRA França (24)
- GEO Geórgia (1)
- GRE Grécia (1)
- HKG Hong Kong (4)
- HUN Hungria (15)
- ISV Ilhas Virgens Americanas (1)
- IRI Irã (4)
- ISR Israel (1)
- ITA Itália (24)
- JPN Japão (18)
- KUW Kuwait (1)
- LBN Líbano (1)
- MAR Marrocos (2)
- MEX México (1)
- NIG Níger (1)
- NED Países Baixos (1)
- PER Peru (1)
- POL Polônia (12)
- KEN Quênia (1)
- ROU Romênia (1)
- RWA Ruanda (1)
- SEN Senegal (1)
- SGP Singapura (2)
- SUI Suíça (2)
- TPE Taipé Chinês (1)
- TUN Tunísia (2)
- TUR Turquia (2)
- UKR Ucrânia (8)
- UZB Uzbequistão (1)
- VEN Venezuela (5)

## Medalhistas
Masculino
| Evento                       | Ouro                                                                    | Prata                                                                     | Bronze                                                                            |
| ---------------------------- | ----------------------------------------------------------------------- | ------------------------------------------------------------------------- | --------------------------------------------------------------------------------- |
| Espada individual detalhes   | Koki Kano JPN Japão                                                     | Yannick Borel FRA França                                                  | Mohamed El-Sayed EGY Egito                                                        |
| Espada por equipes detalhes  | Máté Tamás Koch Tibor Andrásfi Gergely Siklósi Dávid Nagy HUN Hungria   | Akira Komata Koki Kano Masaru Yamada Kazuyasu Minobe JPN Japão            | Jiří Beran Jakub Jurka Martin Rubeš Michal Čupr CZE Chéquia                       |
| Florete individual detalhes  | Cheung Ka Long HKG Hong Kong                                            | Filippo Macchi ITA Itália                                                 | Nick Itkin USA Estados Unidos                                                     |
| Florete por equipes detalhes | Kyosuke Matsuyama Takahiro Shikine Kazuki Iimura Yudai Nagano JPN Japão | Guillaume Bianchi Filippo Macchi Tommaso Marini Alessio Foconi ITA Itália | Maximilien Chastanet Maxime Pauty Enzo Lefort Julien Mertine FRA França           |
| Sabre individual detalhes    | Oh Sang-uk KOR Coreia do Sul                                            | Farès Ferjani TUN Tunísia                                                 | Luigi Samele ITA Itália                                                           |
| Sabre por equipes detalhes   | Gu Bon-gil Oh Sang-uk Park Sang-won Do Gyeong-dong KOR Coreia do Sul    | Csanád Gémesi András Szatmári Áron Szilágyi Krisztián Rabb HUN Hungria    | Sébastien Patrice Maxime Pianfetti Boladé Apithy Jean-Philippe Patrice FRA França |

Feminino
| Evento                       | Ouro                                                                             | Prata                                                                                            | Bronze                                                                                          |
| ---------------------------- | -------------------------------------------------------------------------------- | ------------------------------------------------------------------------------------------------ | ----------------------------------------------------------------------------------------------- |
| Espada individual detalhes   | Vivian Kong HKG Hong Kong                                                        | Auriane Mallo-Breton FRA França                                                                  | Eszter Muhari HUN Hungria                                                                       |
| Espada por equipes detalhes  | Rossella Fiamingo Mara Navarria Giulia Rizzi Alberta Santuccio ITA Itália        | Marie-Florence Candassamy Alexandra Louis-Marie Auriane Mallo-Breton Coraline Vitalis FRA França | Aleksandra Jarecka Alicja Klasik Renata Knapik-Miazga Martyna Swatowska-Wenglarczyk POL Polônia |
| Florete individual detalhes  | Lee Kiefer USA Estados Unidos                                                    | Lauren Scruggs USA Estados Unidos                                                                | Eleanor Harvey CAN Canadá                                                                       |
| Florete por equipes detalhes | Jacqueline Dubrovich Lee Kiefer Lauren Scruggs Maia Weintraub USA Estados Unidos | Arianna Errigo Martina Favaretto Alice Volpi Francesca Palumbo ITA Itália                        | Sera Azuma Yuka Ueno Karin Miyawaki Komaki Kikuchi JPN Japão                                    |
| Sabre individual detalhes    | Manon Apithy-Brunet FRA França                                                   | Sara Balzer FRA França                                                                           | Olha Kharlan UKR Ucrânia                                                                        |
| Sabre por equipes detalhes   | Yuliya Bakastova Alina Komashchuk Olha Kharlan Olena Kravatska UKR Ucrânia       | Choi Se-bin Jeon Ha-young Jeon Eun-hye Yoon Ji-su KOR Coreia do Sul                              | Risa Takashima Seri Ozaki Misaki Emura Shihomi Fukushima JPN Japão                              |

## Quadro de medalhas
| Ordem | País               | Medalha de ouro | Medalha de prata | Medalha de bronze |    | Ordem por total |
| ----- | ------------------ | --------------- | ---------------- | ----------------- | -- | --------------- |
| 1     | JPN Japão          | 2               | 1                | 2                 | 5  | 2               |
| 2     | USA Estados Unidos | 2               | 1                | 1                 | 4  | 4               |
| 3     | KOR Coreia do Sul  | 2               | 1                |                   | 3  | 5               |
| 4     | HKG Hong Kong      | 2               |                  |                   | 2  | 7               |
| 5     | FRA França         | 1               | 4                | 2                 | 7  | 1               |
| 6     | ITA Itália         | 1               | 3                | 1                 | 5  | 2               |
| 7     | HUN Hungria        | 1               | 1                | 1                 | 3  | 5               |
| 8     | UKR Ucrânia        | 1               |                  | 1                 | 2  | 7               |
| 9     | TUN Tunísia        |                 | 1                |                   | 1  | 9               |
| 10    | CAN Canadá         |                 |                  | 1                 | 1  | 9               |
|       | CZE Chéquia        |                 |                  | 1                 | 1  | 9               |
|       | EGY Egito          |                 |                  | 1                 | 1  | 9               |
|       | POL Polônia        |                 |                  | 1                 | 1  | 9               |
| TOTAL | TOTAL              | 12              | 12               | 12                | 36 | —               |